# Mât d'artimon

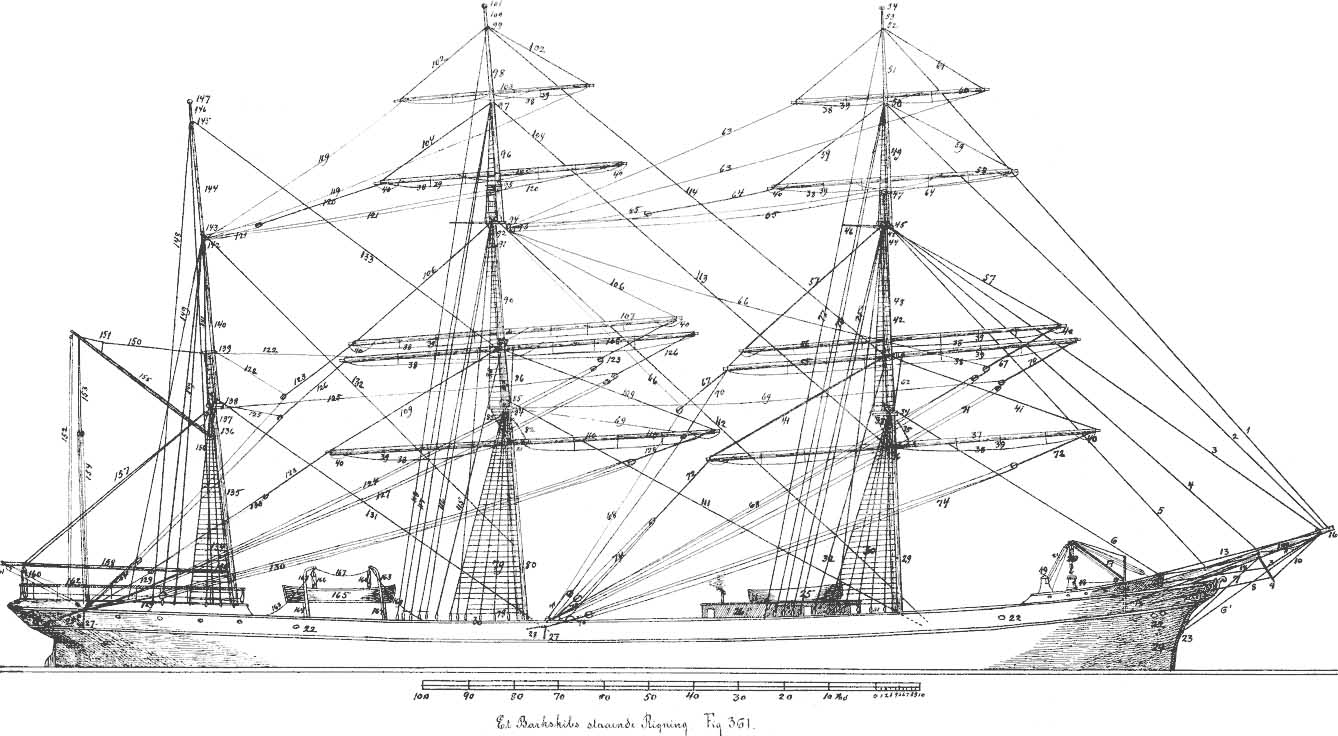
Le mât d'artimon est le plus petit des mâts situé à l'arrière d'un voilier à deux mâts et plus.

Le mât d'artimon est le plus petit mât à l'arrière d'un voilier, derrière le grand-mât. Ce mât porte une ou plusieurs voiles :
- Pour les gréements carrés, le mât d'artimon porte systématiquement une brigantine (voile aurique) et parfois une voile carrée basse appelée artimon ou voile d'artimon, ainsi que plus rarement des voiles carrés hautes : un hunier (qui s'appelle perroquet de fougue), un perroquet (qui s'appelle perruche), un cacatois de perruche et un contre-cacatois de perruche.
- Pour les gréements auriques, la brigantine porte le nom de misaine ou voile de misaine, surmonté parfois d'un flèche.

## Étymologie et sémantique
Le mât porte le nom de sa voile principale. Le mot artimon à une origine variable suivant les sources : il pourrait être issu du bas latin de Gênes artimonus, littéralement: « voile du mât », dérivant du latin classique artemo, artemonis qui signifie « petite voile »,, ou du grec artemôn.
Le terme anglais mizzen mast désigne le mât d'artimon mais c'est un faux-ami de mât de misaine qui s'appelle foremast en anglais.

## Description

### Position
Le mât d'artimon se situe :
- Sur un deux-mâts, le mât arrière des ketchs. Les bricks, goélettes, et gréement associés n'ont pas par définition de mât d'artimon (le mât arrière, le plus grand du navire, est le grand-mât, le mât avant est le mât de misaine).
- Sur un trois-mâts ou un navire à plus de trois mâts, le mât d'artimon est toujours le mât plus à l'arrière (également le plus petit)[5]. Il joue un rôle pour la navigation, la poussée étant assurée par les autres mât disposant de voilures plus importantes.

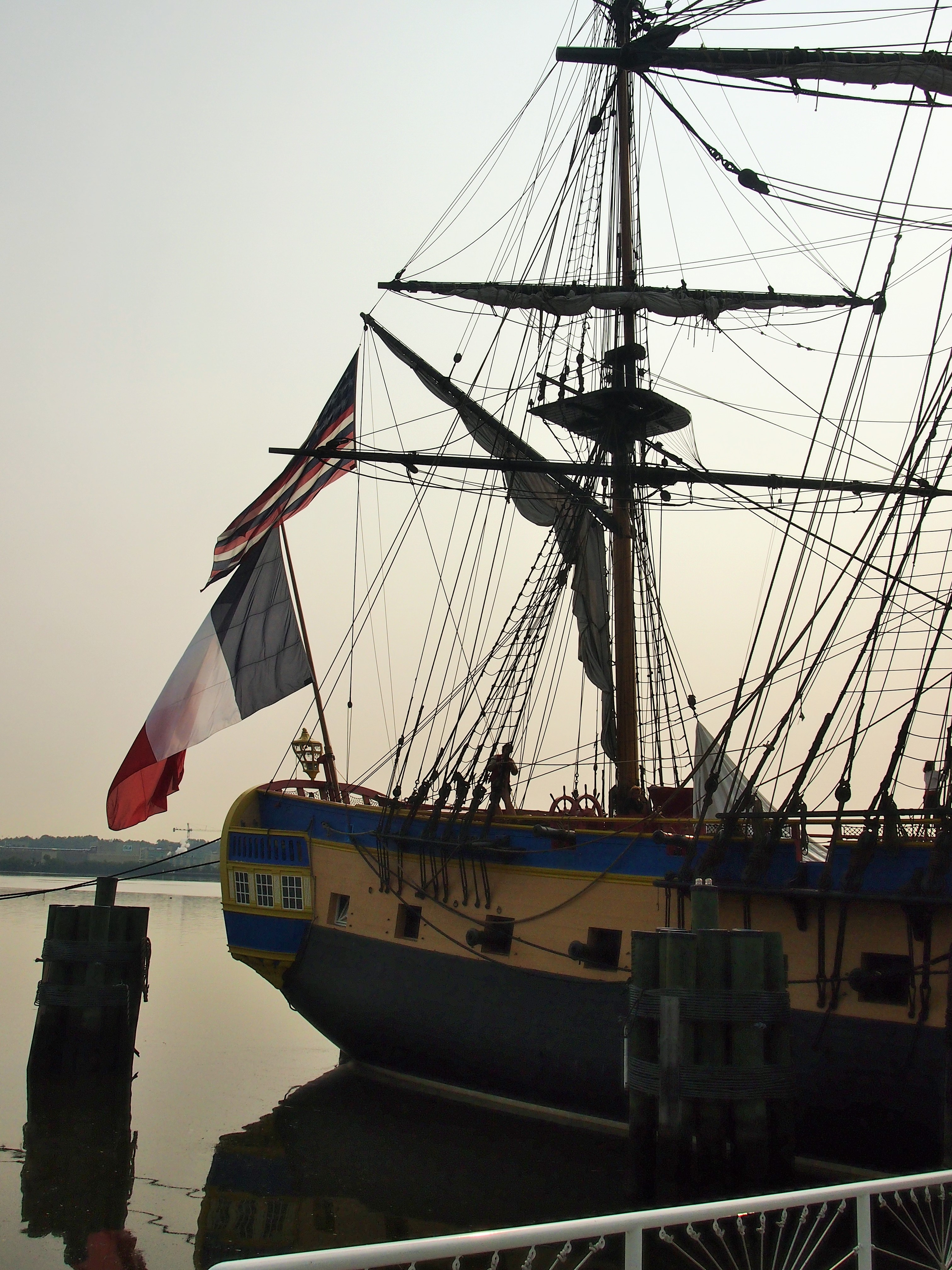
Mât d'artimon de la réplique de la frégate lHermione.

### Gréements carrés
Sur les gréements carrés comme pour les gréements auriques, le mât d'artimon présente toujours une brigantine (voile aurique) rarement associée à une deuxième voile basse carrée : la voile d'artimon ou voile barrée (crossjack en anglais,). L'artimon pouvant parfois désigner à tort la brigantine.
Le hunier (2e voile) du mât d'artimon s'appelle le perroquet de fougue. Si le perroquet de fougue est dédoublé on parle de perroquet de fougue fixe (la plus basse) et de perroquet de fougue volant (la plus haute).
Le perroquet (3e voile) du mât d'artimon s'appelle la perruche. Si le navire présente une 4e et une 5e voile haute, on parle de cacatois de perruche et contre-cacatois de perruche.

### Gréements auriques

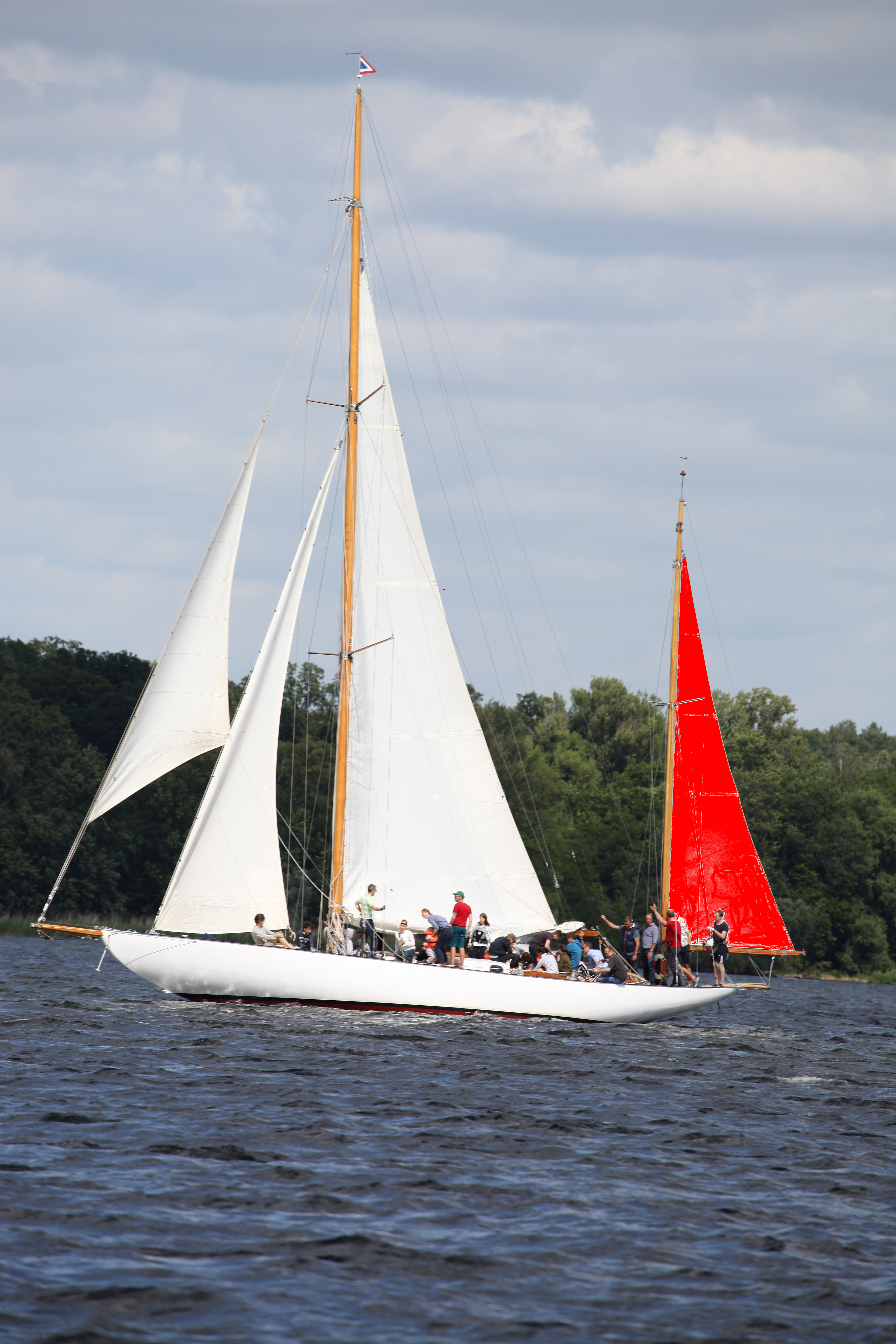
Mât d'artimon (mât de tapecul) à l'arrière d'un gréement bermudien (yawl).

Sur les gréements auriques et bermudiens, la voile basse du mât d'artimon présente toujours une seule voile (à corne, houari ou bermudienne) qui est la voile d'artimon. Elle peut être surmontée d'une 2e voile aurique appelée flèche d'artimon ou flèche en cul.
Pour un mât d'artimon gréé en voile au tiers, on parle de mât de taille-vent.
Si le mât d'artimon est situé à l'arrière du gouvernail, on parle de mât de tapecul, la voile qu'il porte s'appelle tapecul.